# Piłsudski (herb szlachecki)
Piłsudski (Komoniaka) – polski, własny herb szlachecki, odmiana herbu Kościesza, należący do Piłsudskich.

## Legendarne pochodzenie
Ród Piłsudskich wywodzi się ze Żmudzi i według Kaspra Niesieckiego pochodzi od Gineta. Giniatowicze przybrali nazwisko Piłsudski. W literaturze przedmiotu pojawiają się informacje o tym, jakoby Piłsudscy wywodzili się od księcia Dowsprunka, brata króla Mendoga. Tymczasem według Kroniki rodu Piłsudskich Ginet miał mieć pradziadka Ginwiła, który był synem Giedrusa (legendarnego protoplasty Giedrojciów) i wnukiem legendarnego wielkiego księcia Rowmunda wywodzącego się Dowsprunka - legendarnego towarzysza Palemona (a nie brata Mendoga o tym samym imieniu). Historyczność Rowmunda, jego przodków i wielu niezawartych w źródłach potomków jest kwestionowana przez większość historyków.
Takie pochodzenie teoretycznie uprawniałoby Piłsudskich do używania tytułu książęcego i mitry wielkoksiążęcej w herbie (analogicznie i na tych samych podstawach jak np. w przypadku Giedroyciów). W tradycji rodzinnej aspekty te były pomijane, członkowie rodu nie rościli sobie praw do używania tytułu książęcego i umieszczania mitry w herbie.

## Opis herbu

### Opis historyczny
Seweryn Uruski blazonuje herb następująco:

(...) strzała w Kościeszy, począwszy od jej przekrzyżowania rozdarta.

### Opis współczesny
Opis skonstruowany współcześnie brzmi następująco:
Na tarczy o polu czerwonym, srebrna rogacina rozdarta, przekrzyżowana krzyżem, uszczerbionym z prawej strony.
W klejnocie pięć piór strusich.
Labry herbowe czerwone, podbite srebrem.

## Herbowni
Herb ten był herbem własnym, co oznacza, że dana rodzina nie jest członkiem żadnego polskiego rodu herbowego, a używa go tylko jedna rodzina.

### Herbu "Piłsudski" używali:
- Józef Piłsudski

- Adam Piłsudski
- Edmund Piłsudski

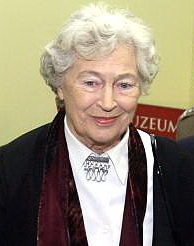
Jadwiga Piłsudska
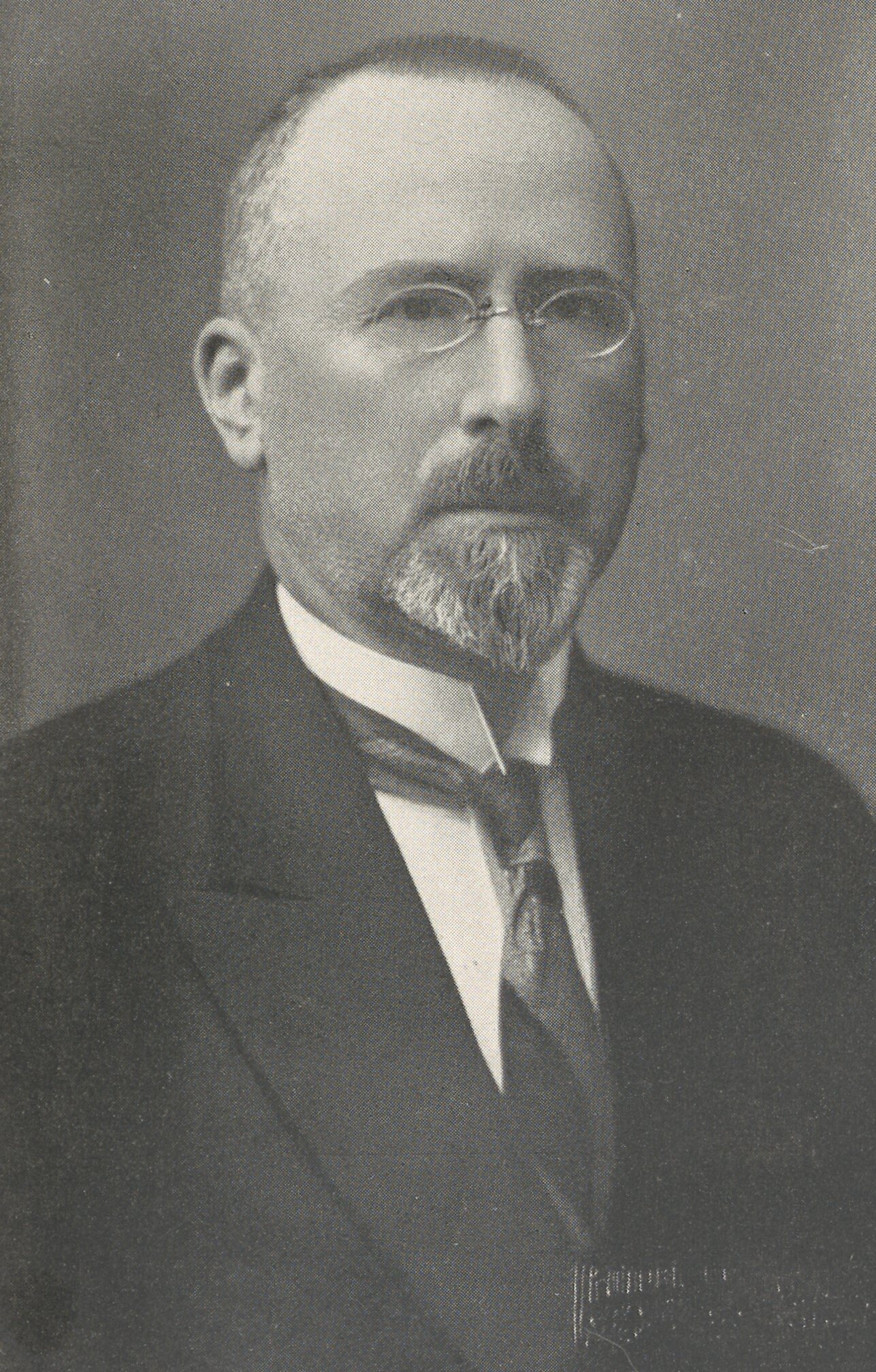
Jan Piłsudski
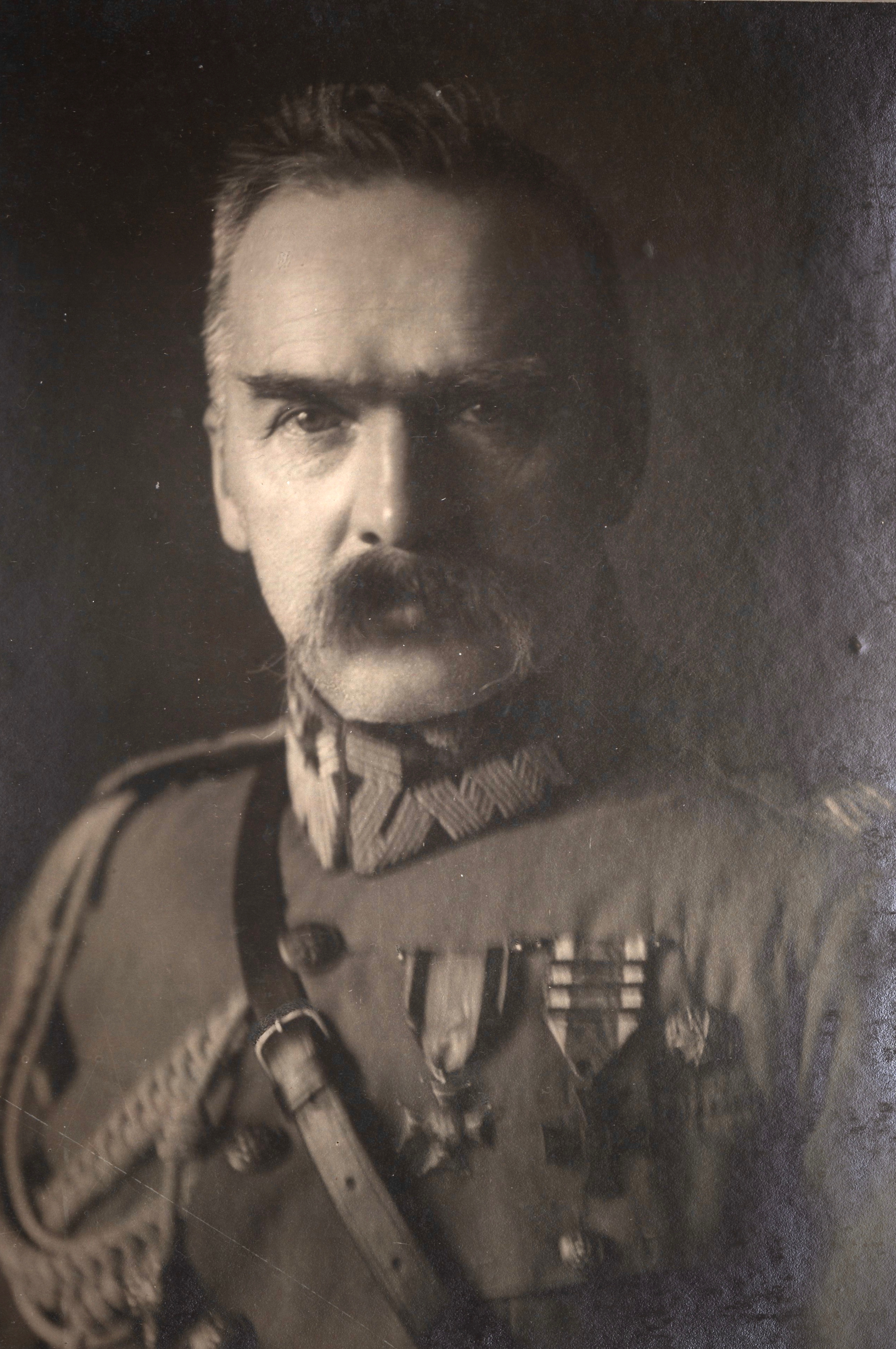
Bronisław Piłsudski
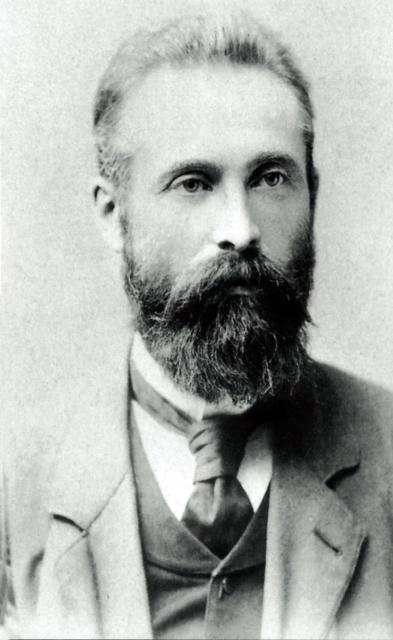
Kazimierz Piłsudski (rotmistrz)
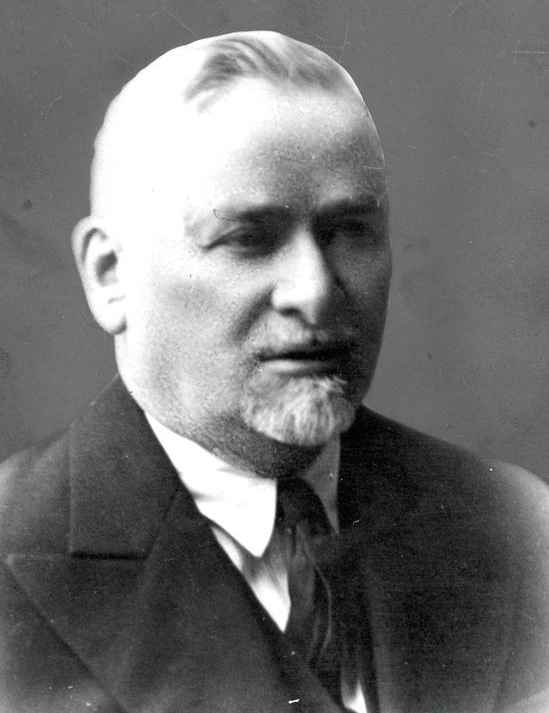
Kazimierz Piłsudski
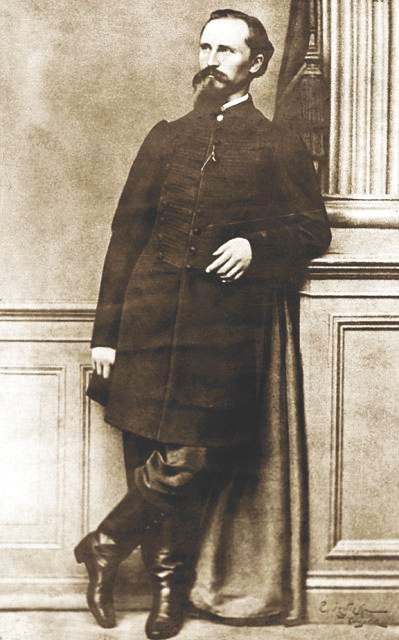
Józef Wincenty Piłsudski

- Franciszek Piłsudski

- Ignacy Juliusz Piłsudski

- Jan Chrystofor Piłsudski

- Józef Wincenty Piłsudski
- Kazimierz Ludwik Piłsudski
- Rowmund Piłsudski
- Wanda Piłsudska
- Zygmunt Piłsudski

- Jadwiga Piłsudska
- Jan Piłsudski
- Józef Piłsudski
- Bronisław Piłsudski
- Adam Piłsudski
- Józef Wincenty Piłsudski